# 青森県立青森南高等学校
青森県立青森南高等学校（あおもりけんりつ あおもりみなみこうとうがっこう）は、青森県青森市にある公立（県立）高等学校。
綱領として「自主・協和・創造」を掲げ、市内にある県立高校の中では生徒の自主性を重んじる校風で知られる。
また全日制で普通科と外国語科があったが、外国語科に代わって2024年度からグローバル探求科が新設された。
通称は市内では「南高」（なんこう）、市外では「青南」(せいなん)と呼ばれることがある。

## 設置学科
- 普通科
- 外国語科
- グローバル探究科

## 概要
自主・協和・創造を要領としている。
部活動では空手道部、写真部、登山部、自然科学部が東北大会、全国大会へ出場している。演劇部も2009年度の東北地区演劇発表会で2位を獲得し、春季全国高等学校演劇研究大会に推薦される。
2024年で外国語科は募集停止となり、同科の1年生及び2年生の必修科目となっていたロシア語の授業も廃止とし、代わりに「グーバル探究科」を設置することを公表。2024年9月13日、国内9校目、東北地方で2校目となる国際バカロレアDP認定校として登録された。

## 沿革[6]
- 1974年
  - 4月1日 - 青森県立青森高等学校に青森県立青森南高等学校開設備室を設置する。
  - 11月11日 - 青森県教育委員会第310回定例会において、青森県立青森南高等学校の設置を議決する。
  - 12月24日 - 青森県議会において、青森県立青森南高等学校の設置を議決する。
- 1975年4月9日 - 開校式を挙行する。
- 1975年12月9日 - 屋外式鋼板水泳プール完成(33m×25m×1.8m)。
- 1976年4月2日 - 校舎竣工。
- 1976年9月30日 - 校歌（作詞・木島始、作曲・間宮芳生）を制定する。
- 1978年8月9日 - 第二体育館竣工(770.60㎡)。
- 1983年7月30日 - 南風会館(生徒会館)竣工。食堂・売店等が設置される。
- 1994年4月1日 - 外国語科開設。
- 1994年11月11日 - 外国語科棟落成記念式典を挙行する。
- 1997年11月12日 - 米国メイン・セントラル・インスティチュートと姉妹校締結。
- 1999年3月25日 - 南薫館(柔剣道場)竣工(498.66㎡)。
- 2004年10月8日 - 創立30周年記念モニュメント(大理石彫刻)安田　侃講演。
- 2007年2月20日 - 第一体育館耐震工事完了
- 2018年5月23日 - ロシア・サンクトペテルブルク第583番校と姉妹校締結。
- 2023年5月25日 - 台湾・慈済大学付属高級中学校と姉妹校締結。
- 2023年7月28日 - 外国語科の募集停止し、グローバル探究科の設置を公表。
- 2024年4月7日 - グローバル探究科を開設[7]。
- 2024年9月13日 - 国際バカロレアDP認定校[8]に認定される。
- 2024年11月11日 - 創立50周年記念式典[9]が開かれる。

## アクセス
- 青森市営バス南高校線で終点「南高校」下車。

## 著名な卒業生
- 武井宏之（漫画家）
- 佐々木俊介（作家）
- タマ伸也（ポカスカジャン）
- 渋谷崇（レーサー）
- 相馬圭二（元ザ・コブラツイスターズ）
- Kon-K（音楽プロデューサー）
- 大水洋介（ラバーガール）
- 五十嵐浩司 (アニメーション研究家)
- 渡邊雄介（アナウンサー）
- 三上丈晴(月刊ムー編集長)
- 欅坂46を取り戻し隊　(アイドル評論家)

## 姉妹校
- 私立メーン・セントラル・インスティチュート(アメリカ合衆国メーン州)
- 公立サンクトペテルブルク５８３番校(ロシア連邦)
- 慈済大学付属高級中学校(台湾)[10]

## 南高ブリザード
青森南高校は青森市の外縁部(南側)に位置し、開校から30年近く周辺(西大野3丁目、今井5丁目)が宅地開発されずに畑に囲まれていた。このため校舎南側の校庭から、国道7号・青森自動車道のある約1kmほどには遮る建物がほぼ全く存在せず、冬期間は青森市の積雪量も世界屈指に多い事から強風が吹くと校舎からこの一帯はホワイトアウトをしてしまうことが度々見られたが、近年は周囲の宅地開発が進み緩和されてきている。
通勤・通学や冬季間の部活動、体育の歩くスキーの授業等での外周時に生徒は雪中行軍のような過酷さに晒され、「南校ブリザード」と呼ばれた。また同様の現象は同じ市内の戸山高校でも観られ、「戸山ブリザード」と呼ばれていた。